# 藤田謙二
藤田 謙二（ふじたけんじ、1965年7月13日 - ）、日本の政治家。茨城県常陸太田市長（1期）。元常陸太田市議会議員（4期）。

## 来歴
茨城県常陸太田市生まれ。茨城県立太田第一高等学校、中央理容専門学校、日本美容専門学校卒業。
理美容業の家業を継ぐため上京し、理容・美容の資格を取得・修行ののち帰郷。2001年2月、有限会社トータルファッションフジタ代表取締役就任。家業を営む傍ら、常陸太田青年会議所に入会。常陸太田青年会議所理事長、常陸太田ライオンズクラブ会長等歴任。2010年の常陸太田市議会議員選挙で初当選し、通算4期務める。自由民主党常陸太田支部事務局長、梶山弘志常陸太田後援会事務局長なども務める。
2025年3月24日、同年5月に予定される常陸太田市長選挙への立候補を表明。2005年以来20年ぶりとなった同市の市長選は5月11日告示、18日投開票が行われ、退任を表明した宮田達夫市長や自民県議らの支援を受けた藤田が、元市議3人による選挙戦を制し、初当選した。5月22日、常陸太田市長就任。

## 政策・主張
- 2025年の市長選では中学生の修学旅行費用の無償化や各種健診とワクチン接種費用の助成などを掲げたほか、宮田市政時代に進められた新総合体育館や市道0139号線の早期装備、自動運転EVバスについても将来を見据えた活用方法などを示した[6]。

## 人物
- 母・妻・娘3人の6人家族[1]。